# Ludwigskirche

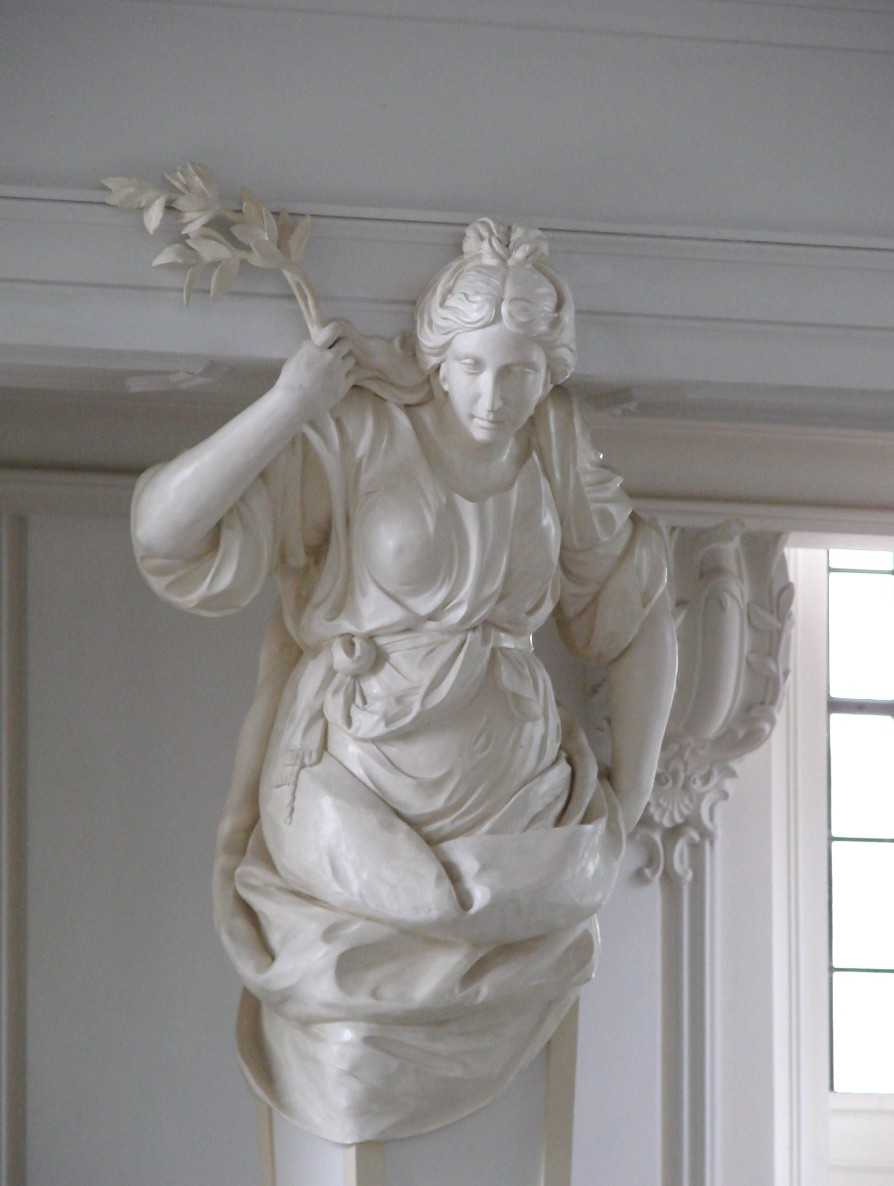
Cariatide

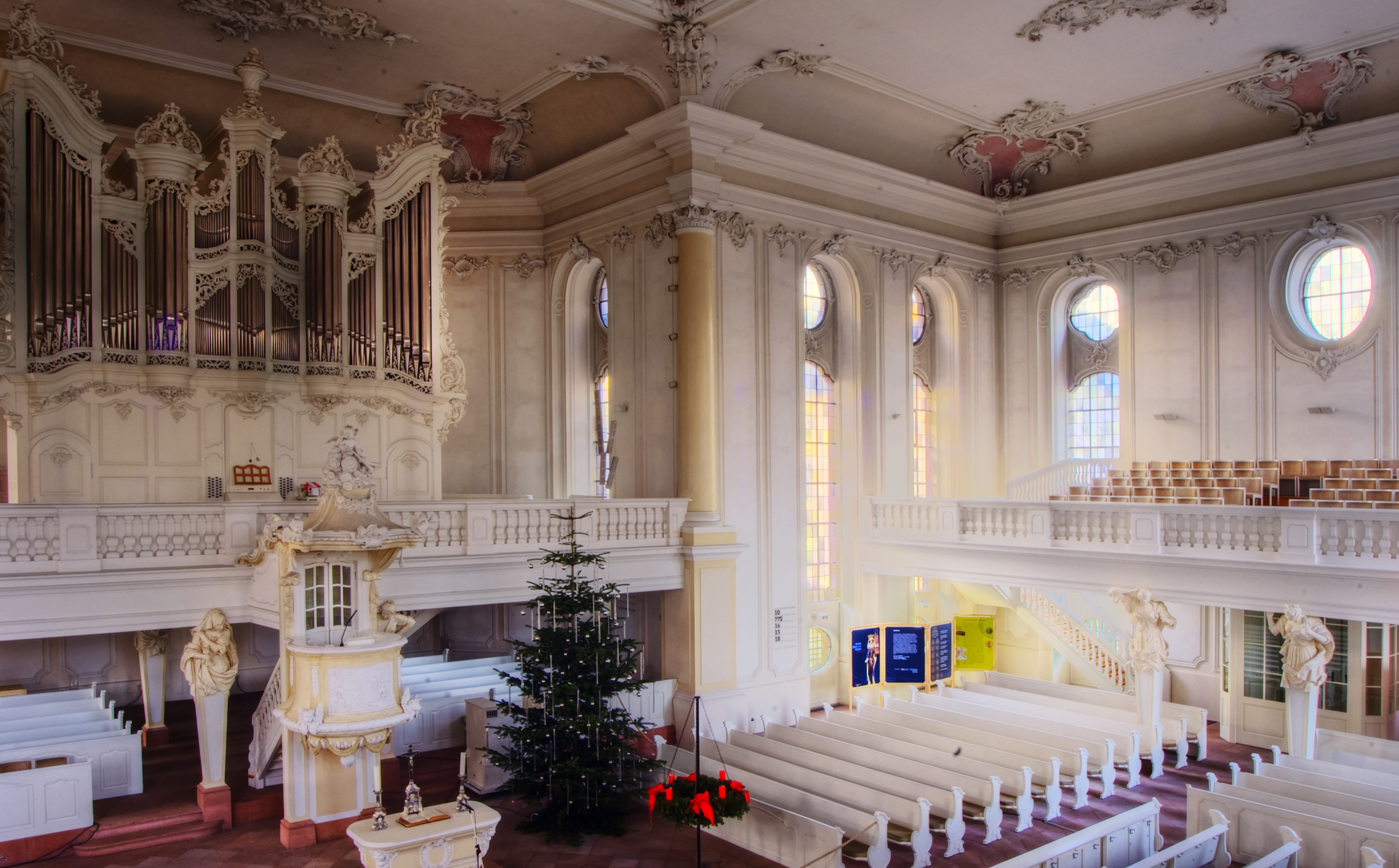
Interno

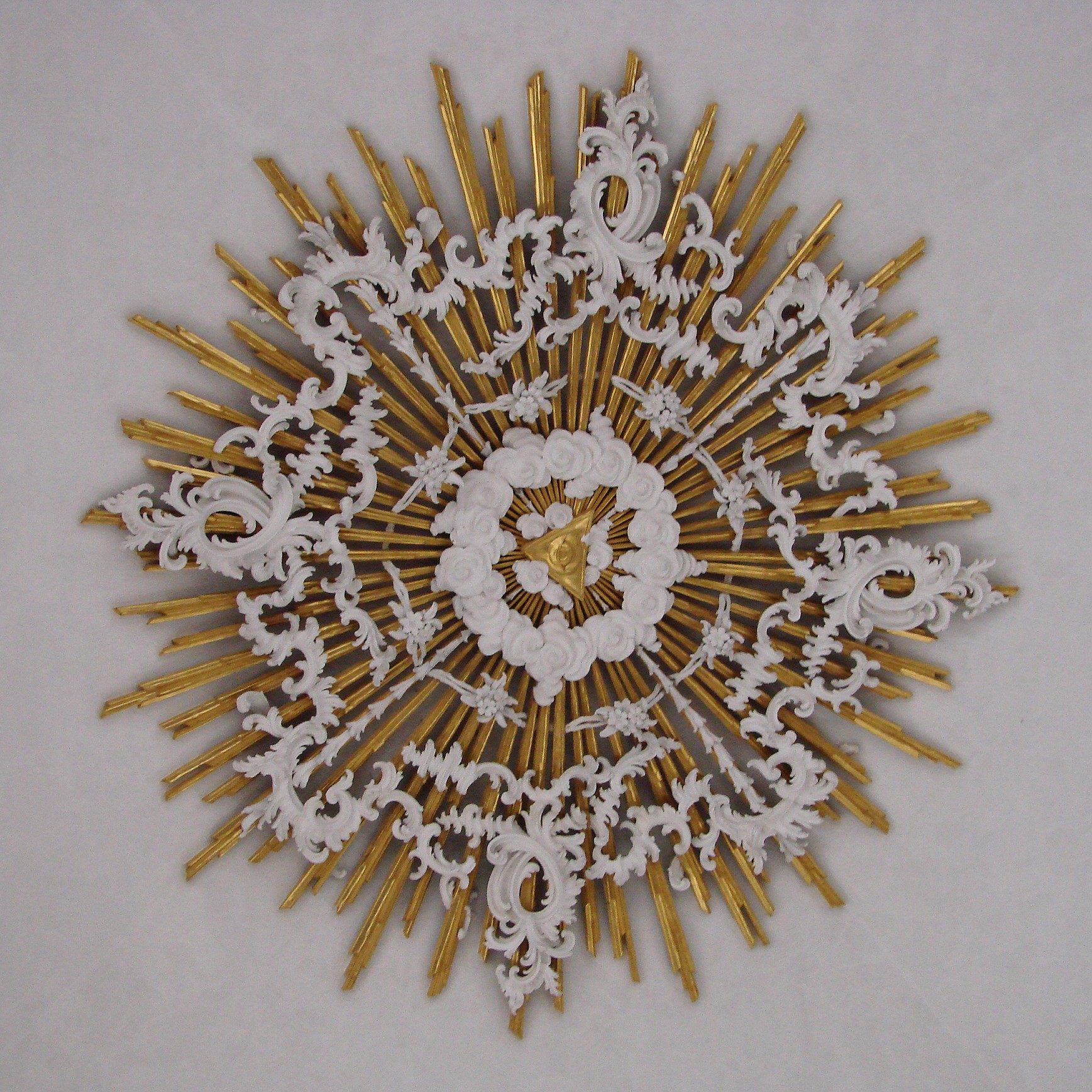
Decorazione del soffitto centrale: dal simbolo divino nascono i raggi di sole

La Ludwigskirche nella vecchia Saarbrücken, Germania, è una chiesa protestante barocca. Considerata il simbolo della città, è una delle più importanti chiese protestanti in Germania, accanto alla Frauenkirche di Dresda e alla chiesa di San Michele di Amburgo.
La chiesa prende il nome dal principe Luigi di Nassau-Saarbrücken, che ultimò la costruzione iniziata dal padre.

## Storia
La Ludwigskirche e la circostante Ludwigsplatz vennero disegnate da Friedrich Joachim Stengel come un'opera d'arte completa, nell'accezione di "place royale" barocca, su commissione del principe Guglielmo Enrico di Nassau-Saarbrücken. La costruzione ebbe inizio nel 1762; dopo la morte di Guglielmo Enrico nel 1768, i lavori subirono un'interruzione a causa della scarsità di risorse finanziarie. La chiesa venne finalmente completata nel 1775 dal figlio Ludwig von Nassau-Saarbrücken; la consacrazione della chiesa ebbe luogo il 25 agosto 1775, con una messa cantata composta appositamente per l'occasione.
La chiesa fu sottoposta ad interventi di restauro nei periodi 1885-1887 e 1906-1911. Durante la Seconda guerra mondiale, la Ludwigskirche venne pesantemente rimaneggiata. Dopo il bombardamento del 5 ottobre 1944, solamente i muri esterni rimasero in piedi. La ricostruzione iniziò a partire dal 1949, sebbene non sia stata ancora oggi completata. La ragione principale di questo prolungarsi nei lavori è da imputare all'aspra disputa, iniziata negli anni Cinquanta e proseguita fino agli anni Settanta, sul come gli interni barocchi - andati completamente perduti - avrebbero potuto essere ricostruiti. Inizialmente, ci si accordò sul restauro dell'esterno, cui abbinare degli interni moderni, ma questa risoluzione venne in seguito abbandonata. 

## Descrizione

### Architettura
La pianta ricorda una croce greca; i bracci sono di 38.5 e 34.2 metri e larghi ognuno 17. Sull'esterno sono scavate nicchie contenenti le statue dei quattro Evangelisti opera di Francuß Bingh. Le balaustre lapide sono coronate da 28 figures, anch'esse opera di Bingh, rappresentanti apostoli, profeti e altri personaggi biblici.
Gli interni della chiesa sono decorati con stucchi ornamentali rococò. Ognuno dei quattro bracci della croce presenta una galleria sostenuta da due a quattro cariatidi. Il pavimento è in pietra arenaria.
Peculiarità dell'interno sono la disposizione di altare, pulpito e organo l'uno sopra l'altro dalla stessa parte della chiesa(creando un cosiddetto "pulpito-altare"). La disposizione con altare pulpito e organo così vicini è abbastanza inusuale per una chiesa luterana, ma era già stata sperimentata da Stengel in alcuni dei suoi primi edifici religiosi.
Stengel preparò non solo i progetti per la chiesa ed i palazzi circostanti - curando peraltro i dettagli dalla planimetria generale fino al disegno delle maniglie - ma rese addirittura la chiesa e la piazza parte dei due principali assi visuali della città. Uno di questi assi, che comincia dall'"Alten Kirche" ("chiesa vecchia") nel distretto cittadino di St. Johann, attraversa l'attuale Wilhelm-Heinrich-Straße e si rivolge all'ingresso principale fino all'altare, è visibile ancora oggi. L'altro asse puntava oltre l'uscita, prospiciente l'attuale cancelleria dello stato federale della Saar, verso l'antica residenza reale estiva del Ludwigsberg, il cosiddetto Ludwigspark.
Il restauro dell'originale intonaco bianco sugli esterni è ancora oggi oggetto di dibattito. Nonostante infatti questo sia stato l'aspetto della chiesa fino al 1945 e l'importanza di accordare cromaticamente la chiesa al costruito circostante, l'idea di effettuare questo intervento è divenuta inversa a parte della popolazione durante gli ultimi decenni.

### Organo
Sul matroneo della parete di fondo, dietro al pulpito, si trova l'organo a canne, è stato costruito dalla ditta organaria Rudolf von Beckerath Orgelbau nel 1982 ispirandosi al precedente organo barocco. Lo strumento, a trasmissione meccanica, ha tre tastiere di 56 note e una pedaliera di 30 per un totale di 47 registri. Di seguito, la sua disposizione fonica:
| Prima tastiera - Hauptwerk |        |
| Bordun                     | 16'    |
| Prinzipal                  | 8'     |
| Spitzflöte                 | 8'     |
| Gamba                      | 8'     |
| Blockflöte                 | 4'     |
| Oktave                     | 4'     |
| Quinte                     | 2.2/3' |
| Oktave                     | 2'     |
| Mixtur VI                  |        |
| Fagott                     | 16'    |
| Trompete                   | 8'     |

| Seconda tastiera - Schwellwerk |        |
| Violprinzipal                  | 8'     |
| Holzflöte                      | 8'     |
| Gemshorn                       | 8'     |
| Schwebung                      | 8'     |
| Oktave                         | 4'     |
| Traversflöte                   | 4'     |
| Nasal                          | 2.2/3' |
| Flachflöte                     | 2'     |
| Terz                           | 1.3/5' |
| Sifflöte                       | 1'     |
| Scharfmixtur                   | IV-VI  |
| Englischhorn                   | 16'    |
| Hautbois                       | 8'     |
| Clairon                        | 4'     |
| Tremulant                      |        |

| Terza tastiera - Oberwerk |        |
| Holzgedackt               | 8'     |
| Quintadena                | 8'     |
| Prinzipal                 | 4'     |
| Rohrflöte                 | 4'     |
| Oktave                    | 2'     |
| Quinte                    | 1.1/3' |
| Sesquialtera              | II     |
| Zimbel                    | III    |
| Rankett                   | 16'    |
| Cromorne                  | 8'     |
| Tremulant                 |        |

| Pedal       |         |
| Subbaß      | 16'     |
| Prinzipal   | 16'     |
| Quinte      | 10.2/3' |
| Oktave      | 8'      |
| Gemshorn    | 8'      |
| Oktave      | 4'      |
| Nachthorn   | 2'      |
| Rauschpeife | III     |
| Mixtur      | VI      |
| Posaune     | 16'     |
| Trompete    | 8'      |
| Trompete    | 4'      |

## Ludwigsplatz

Pianta degli edifici progettati inizialmente per la Ludwigsplatz

La piazza esterna alla chiesa, Ludwigsplatz, è stata parte integrante del progetto dello Stengel sin dall'inizio. I piani originali prevedevano una lunga piazza rettangolare, con quattro differenti tipologie di palazzi nobiliari cittadini che si sviluppavano longitudinalmente e due imponenti edifici pubblici a chiudere la piazza stessa. Durante la costruzione, quest'idea venne modificata, cosicché l'edificio ad est (dov'era ospitato il Ludwigsgymnasium) venne diviso in due, in modo da permettere la vista verso St. Johann (l'"Asse Stengel" oggi indicato dalla Wilhelm-Heinrich-Straße). Solo l'edificio occidentale è stato mantenuto (all'epoca era l'orfanotrofio, attualmente è la sede della Hochschule der Bildenden Künste Saar, l'Accademia di Belle Arti della Saar). Le rovine del Gymnasium, che era stato pesantemente danneggiato dal grande bombardamento del 1944, vennero definitivamente demolite nel 1945. L'edificio era collocato approssimativamente dove ora giunge la scalinata. I quattro edifici minori previsti agli estremi delle file di palazzi non vennero mai eretti: questo fatto permise di tracciare una strada tra l'orfanotrofio e la chiesa, in grado di ridurre l'impressione di piazza in maniera di molto maggiore rispetto agli alberi attualmente presenti. In contrasto con ciò è la porzione che Stengel aveva intenzionalmente lasciato aperta per permettere la vista verso Ludwigsberg, che è attualmente occupata dalla Cancelleria di Stato.

## Altro
Nel 1965 la Ludwigskirche fu rappresentata sulla serie di francobolli, Hauptstädte der Länder der Bundesrepublik Deutschland (Capitali degli stati della Repubblica federale di Germania).
Come simbolo della capitale della Saarland, Saarbrücken, la Ludwigskirche è raffigurata nel 2009 nella moneta commemorativa tedesca da 2 euro.